# 科隆聯盟
科隆聯盟（德語：Kölner Konföderation），於1367年11月19日建立，由漢薩同盟諸城以及來自荷蘭、澤蘭省和須德海的其他城鎮組建，是中世紀時一個為對抗丹麥王國而結成的軍事同盟。 
盡管最初只是為了遏制日益增長的丹麥威脅，但該聯盟在簽署《施特拉爾松德條約》後仍維持了15年，結束了1361-1370年的丹麥-漢薩戰爭。該聯盟會制定財政和軍事措施，並在漢薩同盟勢力範圍内建立特定商貿傳統的標準化。

## 背景
丹麥在瓦爾德瑪四世國王統治下，花了大量時間削弱貴族的自治權，奪取土地以擴大王室領地，並建立穩定財政。在鞏固王國之後，瓦爾德瑪馬開始尋求擴大自己的影響力。1360年他從瑞典手中奪回斯科訥，並在1361年維斯比戰役中取得決定性勝利後征服哥得蘭島。
由於維斯比和哥特蘭島處於漢薩同盟勢力范圍之內，丹麥征服後，漢薩同盟隨即宣戰。然而聯盟在赫爾辛堡戰役中幾乎輸掉了丹麥-漢薩戰爭，因此於1365年在沃爾丁堡與丹麥達成了停戰協議。 
1367年，漢薩同盟在萊茵蘭城鎮科隆舉行會議，正式建立軍事同盟，漢薩所屬城鎮呂貝克、羅斯托克、施特拉爾松德、維斯馬、庫爾姆和托恩，以及荷蘭城鎮埃爾賓、坎彭、哈德維克、埃爾堡、阿姆斯特丹和布里爾均出席會議。會議之所以選址科隆，是因為它靠近荷蘭城鎮（荷蘭對漢薩同盟在戰爭中的利益至關重要。） 

## 聯盟條款
在經濟方面，聯盟同意採取指定措施來執行，即要求所有成員港口的貨物都要徵稅，而為簡化徵稅，漢薩同盟每個主要地區都選擇了特定的貨幣，特別如呂貝克、佛蘭德斯、波美拉尼亞、普鲁士和利沃尼亞的貨幣被採用為流通指標。
軍事上，聯盟所有成員都定下固定數量船隻和人員參與行動。會議還決定了波罗的海和北海諸城的部隊的出發日期，以確保聯盟的聯合海軍能夠在厄勒海峽集結，對丹麥發動總攻。
值得注意的是，該條約原始文本不像大多數中世紀文本那樣採用拉丁語，而是漢薩同盟諸城所通用的語言——中古低地德語。

## 歷史
起初，聯盟並沒有得到一些漢薩同盟城市的支持。例如，不來梅和漢堡因之前的戰爭而精疲力竭，儘管他們獲得財政援助，但拒絕提供任何軍事支持。內陸漢薩同盟城鎮因為沒有受到丹麥海戰的影響，拒絕提供任何援助。尤其如威斯特伐利亞城鎮，根本沒有向聯盟提供任何補貼。
儘管遭遇這些挫折，聯盟仍然成功與瑞典、梅克倫堡和荷爾斯泰因結盟。他們還與對瓦爾德瑪四世不滿的丹麥貴族結盟。在此陣勢下，聯盟撕毀了沃爾丁堡停戰協定並重新與丹麥開戰。隨後幾年，聯盟入侵丹麥，洗劫哥本哈根，並於1370年在施特拉爾松德達成和平協議。戰後幾年是漢薩同盟的黃金時代。 
1385年，當漢薩同盟最終放棄對斯堪尼亞丹麥堡壘的控制時，聯盟內多個城鎮開始爭論是否有必要維持聯盟存在，認為因應當時丹麥國王效忠於漢薩同盟（根據《施特拉爾松德條約》條款），是不再有理由維持軍事聯盟。雖然代表普魯士城鎮利益的條頓騎士團希望繼續維持該盟約，但其他城鎮決定解散聯盟，因為他們希望更自由地追求自己的利益，而不是不斷資助對他們沒有好處的行動。 
儘管科隆聯盟於1385年解散，但它為漢薩同盟在未來與丹麥的戰爭中提供了所需的凝聚力。儘管它不是未來漢薩同盟協議的永久典范，但它仍然被認為是一個令人印象深刻的聯盟，15世紀時有多個團體試圖複製該聯盟模式，但都沒有成功。這些試圖建立的聯盟被稱為托霍佩薩滕（Tohopesaten）。 

## 外部鏈接
- 条约原文